# 中井一輝
中井 一輝（なかい かずき、1973年10月14日 - ）は、日本の漫画家、アニメーター。京都府出身。

## 経歴・人物
エニックス（当時）の「ドラゴンクエスト4コマクラブ」で投稿者から本誌掲載者へ。その後『月刊少年ガンガン』で「一撃必殺!一発屋劇場」、『月刊少年ギャグ王』で「ピエール刑事'94」を連載。
1992年-1994年まで『ぱふ』誌の漫画家リストに掲載されていたが、現在執筆活動をしているかは不明。
2000年アニメ制作会社GONZO所属。 同作のOVA『青の6号 digitalplus』にて映像ディレクターとして初の顔見せ。
独特の画風とオチで一世を風靡するも活動期間が短かった事から、冠作品の名前同様ガンガンの一発屋として2ちゃんねる等の懐古スレッドで時折話題にのぼる。
同じく4コママンガ劇場などで活躍したタイジャンホクトと親しいらしく、楽屋裏でも時々彼女とのエピソードが書かれていた。

## 備考
- 1998年、To Heart成人向け同人誌にクレジット有
- 2003年、友人?のホームページでピエール刑事2003を再開
- 2010年頃からTwitterで近況を伝えており、そこで既婚者であることを明かしている。なお、相手は先述のタイジャンホクトとは別人であり、このような誤解をされている件について、自身のTwitterで苦言を呈している[注 1]。

## 代表作品リスト
- 4コマ漫画 ドラゴンクエスト4コママンガ劇場（1990年-、エニックス出版局） 2・36 - 8*2と3は一般投稿
- 4コマ漫画 ドラゴンクエスト4コママンガ劇場番外編 4コマクラブ傑作集
- 4コマ漫画 スーパーマリオ4コママンガ劇場 1・2
- 4コマ漫画 ゼルダの伝説4コママンガ劇場 1
- 4コマ漫画 超兄貴
- 漫画 一撃必殺!一発屋劇場（1992年-1994年、月刊少年ガンガン、エニックス出版局）
- 漫画 ドラゴンクエスト1Pコミック劇場
- 漫画 ピエール刑事'94（1994年、月刊少年ギャグ王、エニックス）
- 漫画 本気でやろうぜ!

## クレジット作品
- ゲーム 青の6号 for playstation
- 映像 青の6号 digital plus
- ゲーム 天使のしっぽデジタルコレクション

＊天使のしっぽデジタルコレクションのクレジットは同姓同名の可能性有